# حجر الأبيض (جرابلس)
حجر الأبيض قرية سوريّة تتبع إداريّاً لمحافظة حلب منطقة جرابلس ناحية غندورة، بلغ تعداد سكانها 351 نسمة حسب التعداد السكاني لعام 2004.